# Louis Philippe de Ségur

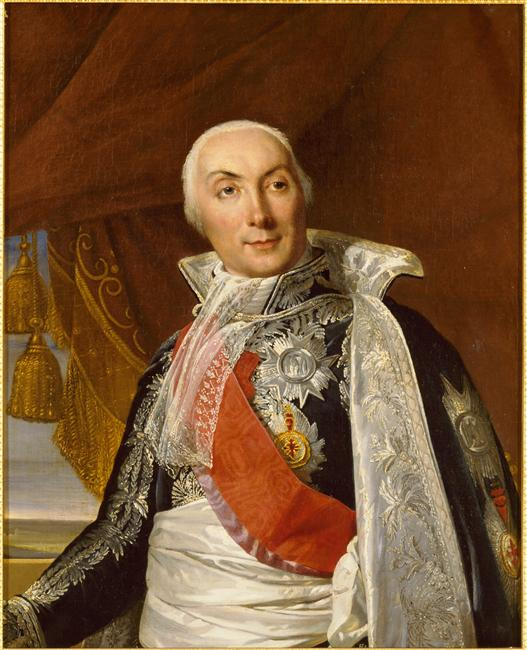
Louis Philippe de Ségur

Louis Philippe, hrabia de Ségur (ur. 10 grudnia 1753, zm. 27 sierpnia 1830) był francuskim dyplomatą.
Pochodził z rodziny o tradycjach patriotycznych. Ojciec Philippe-Henri de Ségur, był marszałkiem Francji, brat Joseph-Alexandre de Ségur - marszałkiem polnym i pisarzem, a syn Philippe Paul de Ségur - został generałem brygady i historykiem. 30 kwietnia 1777 ożenił się z Antoinette Élisabeth d'Aguesseau, z którą doczekał się trzech synów i córki:
- Octave-Henri Gabriel, hrabia Ségur (1779–1818), żołnierz
- Philippe-Paul, hrabia Ségur (1780–1873), generał i historyk
- Olivier-Alexandre de Ségur (1790–1791)
- Laure Antoinette de Ségur (1778–1812), żona Louisa Auguste'a Vallet de La Touche, barona Villeneuve, markiza BlancÄ

W 1783 podążył wraz z generałem de Rochambeau do USA by wspomóc kolonistów w wojnie z Brytyjczykami. Uzyskał tam stopień pułkownika. W latach 1785–1789 był posłem francuskim w Petersburgu. Zdobył zaufanie cesarzowej Katarzyny II, zaprzyjaźnił się z władczynią, a jako człowiek o uzdolnieniach literackich, napisał kilka komedii, które wystawił teatr cesarzowej. Był rzecznikiem polityki zbliżenia do Rosji. W styczniu 1787 zawarł bardzo korzystny traktat handlowy z Rosją. Do Francji powrócił w 1789.
Jako sympatyk rewolucji, pozostał w służbach dyplomatycznych i w roku 1791 został wysłany w misję do Berlina, gdzie przyjęto go chłodno i wrogo. Po pojedynku, który tam stoczył, musiał opuścić stolicę Prus. Do 1801 roku był na politycznej emeryturze. W roku 1801 Napoleon Bonaparte zaangażował go do prac legislatywy. Był posłem do 1803 roku.
W roku 1813 został senatorem. W 1814 Ségur zagłosował za zesłaniem Napoleona na Elbę i wszedł do Izby Parów, jednak poparł Napoleona w czasie jego Stu Dni, za co został pozbawiony stanowisk, gdy wojska Napoleona zostały rozgromione w 1815 roku. Za Napoleona został hrabią i senatorem, za Restauracji Burbonów parem.

## Niektóre dzieła Ségura
- Histoire des principaux évènements du règne de Fréderic-Guillaume II (1800)
- Pensées politiques (Paris, 1795)
- Histoire de France (kilka tomów 1824-1834)
- Histoire des juifs (1827)
- Mémoires (3 vols., 1824)
- Contes (1809)
- Jego Œuvres complètes ("Dzieła zebrane") opublikowano w 1824 roku w 34 tomach.